# Годдард, Джим

## Биография
Джеймс Дадли Годдард родился в Баттерси в 1936 году, учился в Школе изящных искусств Слейда, а затем стал художником-декоратором. После недолгого периода работы в Королевском оперном театре, где он участвовал в постановках Дзеффирелли и Висконти, он перешёл на работу на телевидение. В 1959 году он присоединился к отделу дизайна телевидения ABC в качестве художника-постановщика, где он мог работать одну неделю над бытовой драмой для Armchair Theatre , а следующую — над детским научно-фантастическим сериалом. Примечательно, что он также работал над сериалом «Мстители», который транслировался на канале ITV с 1961 по 1969 год.
Впервые он добился признания в качестве режиссера за свою работу над пятью эпизодами телешоу Tempo на канале ABC (1965–67), шоу художественного журнала, что привело к его близкой дружбе с Тревором Престоном и Майком Ходжесом. Престон и Ходжес оказали влияние на создание Euston Films. Годдард, Престон и Терри Грин, работая в ABC в 1965 году, подготовили подробное предложение о создании специализированного производственного подразделения, которое снимало драмы на 16-миллиметровую плёнку, а не на обычные в то время большие видеокамеры. Эта небольшая киностудия стала образцом для Euston Films — компании, сыгравшей важную роль в будущей карьере Годдарда.

## Фильмография
- Out (сериал, 1978, 6 серий)
- Fox (телесериал, 1980, 13 серий)
- The Black Stuff (пьеса BBC TV 1980 года, с которой начался сериал Boys from the Blackstuff)
- A Tale of Two Cities (телефильм, 1980)
- Smuggler (мини-сериал, 1981, режиссёр эпизодов 3, 6, 9, 12 и 13)
- ''''The Life and Adventures of Nicholas Nickleby (мини-сериал, 1982)
- ''''Reilly, Ace of Spies (мини-сериал, 1983)
- Кеннеди (Kennedy; мини-сериал, 1983)
- Паркер (Parker; 1984)
- Гитлеровские СС: Портрет зла (Hitler's SS: Portrait in Evil; телефильм, 1985 г.)
- Шанхайский сюрприз (1986)
- Metamorphosis (Metamorphosis; телефильм, 1987)
- ''''The Impossible Spy (телефильм, 1987)
- ''''The Four Minute Mile (телефильм, 1988)
- The Free Frenchman (мини-сериал, 1989)
- De terre et de sang (телефильм, 1992 г.)
- Lie Down with Lions Ложись со львами (мини-сериал, 1994)
- ''''Gadgetman (ТВ-фильм, 1996)
- ''''The House of Angelo (1997)

## Награды
- 1984 – Получил премию BAFTA TV Award за лучший драматический сериал/сериал за «Кеннеди» (1983)[10].
- 1985 – Номинация на лучший фильм за фильм «Паркер» (1986) на фестивале Mystfest.
- 1987 – Номинирован на премию «Золотая малина» в категории «Худший режиссер» за фильм «Шанхайский сюрприз»[11].